# Marshawn Lynch
Marshawn Terrell Lynch (Oakland, Kalifornia, 1986. április 22. –) amerikai amerikaifutball-játékos, futó poszton. Jelenleg az Seattle Seahawks csapat tagja a National Football League-ben (NFL). A Buffalo Bills draftolta 2007-ben a University of California at Berkeley egyetemről, ahol Lynch minden idők második legsikeresebb futója. A Seattle Seahawks játékosaként megnyerte a Super Bowl XLVIII-t 2014-ben a Denver Broncos ellen. Miután a 2015-ös szezon után visszavonult, 2017 áprilisában visszatért az Oakland Raiders-hez. Újabb kihagyott év után, 2019 decemberében újra leszerződött a futó hiányban szenvedő Seattle Seahawkshoz. Lynch beceneve „Beast Mode” az erőteljes futásai és a védőkön való átgázolása révén.

## Fiatalkora
Lynch Oaklandben, Kaliforniában nőtt fel, három idősebb testvérével. Édesanyja, Delisa nevelte fel, aki régebben 200 méteres pályafutás rekordot tartott az oaklandi műszaki középiskolában, ahová Lynch is járt. Lynch még kiskorában elkezdett amerikai futballozni Oaklandben.

## Középiskolai karrierje
Az oaklandi műszaki középiskolában 4 csillagos felfedezett volt, a Bulldogs amerikai futball, kosárlabda és birkózó programjában. A 2003-as szezonban 1722 yardot és 23 touchdownt szerzett, mindössze 8 alapszakasz mérkőzésen, és további 2 rájátszás mérkőzésen, ahol 375 futott yardot, és 10 touchdown-t eredményezett. A PrepStar, SuperPrep All-American és a San Fransisco East-Bay Év Játékosa díjra is jelölték. Kosárlabdában szintén az oaklandi műszaki középiskola csapatában játszott Leon Powe, az egykori NBA játékos mellett. Lynch segített a csapatnak eljutni az állami elődöntőbe.
Lynch nagyon sokoldalú és ügyes játékos volt, már fiatalon is az amerikai futballpályán. Játszott „defensive back”, „quarterback”, „elkapó”, és „linebacker” poszton is.

## Egyetemi karrierje
Lynch a University Of California-ra iratkozott be, ahol közjóléti szakon tanult, és a California Golden Bears amerikai futball csapat játékosa volt. Első évesként, 2004-ben a senior évét töltő J.J. Arrington cseréje volt, majd mikor 2005-ben lediplomázott, Lynchet előléptették a csapat kezdő futójának. A 2005-ös Las Vegas Bowl-on 194 futott yardot és 3 touchdown-t hozott össze 24 futásból.
2006-ban beválasztották a 2006 All-Pac-10 First Team-be, ahol különféle díjakat sikerült elnyernie. Ugyan ebben az évben szintén megnyerte a Pac-10 Offensive Player Of The Year díjat. A mai napig Lynch tartja a California iskola rekordját (legtöbb 100 yardot futott meccs)

## NFL karrierje
2007 áprilisában a Buffalo Bills draftolta az első menetben. Az első NFL alapszakasz meccsén szeptemberben 90 yardig jutott el, 19 futásból. Novemberben, a Cincinnati Bengals elleni meccsen sokat hozzátett a Bills győzelméhez. 29 futásból 153 yardot termelt, egy 53 yardos toucdhown-nal fűszerezve.
Szintén ebben az évben, December 9-én újabb 100+ yardos mérkőzést produkált. 107 yardot tudott futni a Miami Dolphins ellen. December 23-án átlépte az 1000 yardot a szezonban, a New York Giants ellen. Ezzel Ő lett a 4. újonc a Bills történelmében, aki át tudta lépni ezt a határt.
2008 novemberében újból 100 yard felé tudott jutni a Cleveland Browns ellen, ahol szám szerint 119-et szerzett. Ezen a mérkőzésen érte el az első elkapott touchdownját. Szintén ebben a hónapban, Lynch megfutotta szezoncsúcsát a San Fransisco 49ers ellen, ahol 134 yardot ért el. Ebben a szezonban a New York Jets ellen lépte át az 1000 yardos határt.
A 2009-es szezonban mindössze 450 yardot és 2 touchdownt szerzett.
2010-ben Lynchet elcserélték a Seattle Seahawks csapathoz. Az első hivatalos touchdownját Seahawks mezben a Chicago Bears ellen szerezte meg. Ebben a szezonban futotta meg a legendás futását, a „Beast Quake”-et a rájátszásban a New Orleans Saints ellen.
2011-ben 15 mérkőzésen vett részt. A szezont 1204 futott yarddal és 12 touchdownnal fejezte be. 2012 januárjában beválasztották az NFC Pro Bowl csapatba.
2012-ben az összes alapszakasz, és a 2 rájátszás meccsen is játszott. 1590 yardot és 11 touchdownt tudott szerezni.
2013-ban szintén egy erős évet zárt. 1257 futott yard és 12 touchdown került a neve mellé. A Pro Bowl csapatba is újból beválasztották, azonban a Super Bowl XLVIII miatt nem tudott részt venni a mérkőzésen. A Super Bowl XLVIII-t a Seattle Seahawks nyerte a Denver Broncos ellen.
2014-ben a Denver Broncos elleni visszavágón egy hosszabbításbeli touchdown révén nyerni tudtak.
2015-ben a Seattle Seahawks újból eljutott a Super Bowl-ba, (Super Bowl XLIX) ahol a New England Patriots ellen mérkőztek meg. A mérkőzés az utolsó percben is nyitott volt, azonban a Patriots le tudta szerelni a Seahawks utolsó támadását, így New England győzedelmeskedett.
2016. február 7-én bejelentette visszavonulását, ami nem volt végleges, hiszen 2017 áprilisában visszatért az Oakland Raiders színeiben.
A 2017-es szezonban Lynch lett a 31. NFL játékos, aki túl tudta lépni a 10 000 futott yardot.